# Тёрнер, Отар
Отар «Ота» Тёрнер (англ. Othar «Otha» Turner); 2 июня 1907, Кантон, Миссисипи, США — 27 декабря 2003, Грейвел-Спрингс, Миссисипи, США) — американский блюзовый флейтист и барабанщик, автор песен. Номинант Blues Music Awards в номинациях «Блюзовый инструменталист — иной» (2000, 2003) . Один из последних известных исполнителей на файфе (разновидности флейты) в традиционной группе типа «файф-энд-драм», коллектив которой как правило состоял из одного флейтиста и одного или нескольких барабанщиков.

## Биография
Отар Тёрнер, по прозвищу «Ота», родился в Кантоне, округе Мэдисон, штат Миссисипи, в 1907 году. В молодости переехал чуть дальше на север, в округ Тейт, прожив, за исключением девятимесячного периода укладки и ремонта железнодорожных путей на севере Индианы, фермером  всю свою жизнь в Грейвел-Спрингс в холмистой местности северного Миссисипи . В 1923 году, в возрасте 16 лет, он научился играть на дудочках, сделанных из речного тростника, а затем постепенно освоил и другие инструменты, в том числе, барабаны. Играл в составе групп «файф-энд-драм» выступавших на фермерских вечеринках в округе.  В конце 1960-х и 1970-х годов ученые из близлежащих колледжей делали полевые записи музыки Тёрнера и его друзей, как пример местных традиций. В 1969 году песня группы под названием The Como Drum Band вошла в состав сборника Mississippi Delta Blues Vol. 1, выпущенного Arthoolie Records, в том же году Тёрнер сыграл в нескольких песнях Наполеона Стрикленда на сборнике Memphis Swamp Jam от Blue Thumb Records. В течение 1970—1990 годов песни групп под разными названиями с участием Тёрнера регулярно появлялись в сборниках народной музыки. 
В 1982 году Тёрнер, вместе с коллегами по группе Джесси Мэй Хэмфилл и Эйбом Янгом снялись как «Mississippi Fife and Drum Corps» в выпуске номер 1509 сериала «Соседство мистера Роджерса», который вышел в эфир 18 ноября 1982 года. В 1990-х хилл-кантри-блюз, исполняемый Тёрнером, начал получать признание. В 1997 году под именем Othar Turner & The Rising Star Fife and Drum Band, группы, состоявшей из Тёрнера, его дочери Бернис, внуков, внучки и племянника (единственной группы «файф-энд-драм» из Миссисипи, оставшейся в Америке ), был выпущен первый полноформатный LP Everybody Hollerin' Goat. Название Everybody Hollerin' Goat (англ. Все зовут козу) отсылает к традиции, которую Тёрнер начал в конце 1950-х годов, устраивая пикники в честь Дня труда. Он лично разделывал козу и готовил её в железном котле, а его группа обеспечивала музыкальное развлечение. Пикники, начавшиеся как семейные и соседские со временем разрослись, получили название «Козлятина в День труда»  и привлекли музыкальных фанатов, сначала из округи, потом из Мемфиса, штат Теннесси, а затем и со всей страны и мира. Второй альбом Тёрнера From Senegal to Senatobia (англ. От Сенегала до Сенатобии) был выпущен под именем Otha Turner & The Afrossippi Allstars. Оба альбома были высоко оценены критиками и слушателями. Песня «Shimmy She Wobble» прозвучала в фильме 2002 года Банды Нью-Йорка. Тёрнер выступал на блюзовых фестивалях в Чикаго и Мемфисе. В 2001 году его выступление в Нью-Йорке было снято Спайком Ли и Вимом Вендерсом для предстоящего сериала PBS «Блюз».
Концепция связи между африканскими ритмами и американским блюзом «от Сенегала до Сенатобии» в 2003 году должна была быть продолжена в альбоме Кори Харриса Mississippi to Mali  (англ. От Миссисипи до Мали), в записи которого должен был принять участие Тёрнер, но он умер в 94-летнем возрасте на своей ферме Грейвел-Спрингс  27 декабря 2003 года, за неделю до начала сессии записи. Альбом был посвящён Тёрнеру, и в записи альбома приняла участие Шарде Томас, 12-летняя внучка Тёрнера.  
В 1992 году Тёрнер был удостоен стипендии Национального фонда искусств за сохранение национального наследия, которая является высшей наградой правительства США в области народного и традиционного искусства . Он также получил премию «Smithsonian Lifetime Achievement Award» и премию «Charlie Patton Lifetime Achievement Award» от Mississippi Delta Blues and Heritage Festival. 

## Дискография
- 1997: Everybody Hollerin' Goat, Birdman Records
- 2000: From Senegal To Senatobia, Birdman Records